# درغة (مقاطعة دالاهو)
درغة (بالفارسية: درگه) هي قرية تقع في قسم غوراني الريفي (مقاطعة دالاهو) في إيران. يقدر عدد سكانها بـ 161 نسمة بحسب إحصاء 2016.